# クルージン (大西順子のアルバム)
『CRUSIN'』（クルージン）は、ジャズ・ピアニストの大西順子が1993年に発表した2枚目のリーダー・アルバム。また、1995年4月5日に、米ブルーノート・レコードからも初めて発売された。

## 収録曲
| #         | タイトル             | 作詞      | 作曲                                     | 時間  |
| --------- | -------------------- | --------- | ---------------------------------------- | ----- |
| 1.        | 「ユーロジア」       | -         | 大西順子                                 | 8:58  |
| 2.        | 「ザ・シェパード」   | -         | デューク・エリントン                     | 6:03  |
| 3.        | 「サマータイム」     | -         | ジョージ・ガーシュウィン                 | 7:50  |
| 4.        | 「コンジニアリティ」 | -         | オーネット・コールマン                   | 11:15 |
| 5.        | 「メランコリア」     | -         | デューク・エリントン                     | 2:32  |
| 6.        | 「キャラヴァン」     | -         | デューク・エリントン、ファン・ティゾール | 6:21  |
| 7.        | 「ロズ」             | -         | ロドニー・ウィテカー                     | 7:58  |
| 8.        | 「スイッチ・イン」   | -         | 大西順子                                 | 3:31  |
| 9.        | 「ブルー・セヴン」   | -         | ソニー・ロリンズ                         | 7:09  |
| 合計時間: | 合計時間:            | 合計時間: | 61:37                                    |       |

## アルバム参加ミュージシャン
- 大西順子 - ピアノ
- ロドニー・ウィテカー - ベース
- ビリー・ヒギンズ - ドラムス

## 制作クレジット
- エグゼクティブ・プロデューサー - 行方均
- 共同プロデューサー - 大西順子
- レコーディング・エンジニア - ジム・アンダーソン
- アシスタント・エンジニア - ビクター・デイグロ
- マスタリング・エンジニア - 岡崎好雄
- カバー写真 - 宅間國博
- インナー・スリーブ・写真 - ウィリアム・クラクストン、デイビット・タン
- アートディレクション - 多久薫
- A&R ディレクター - 津下佳子
- ライナーノーツ - 大西順子、児山紀芳

## リリース日一覧
| 地域           | リリース日     | レーベル                                  | 規格                   | カタログ番号 | 備考                           |
| -------------- | -------------- | ----------------------------------------- | ---------------------- | ------------ | ------------------------------ |
| 日本           | 1993年7月21日  | Somethin' Else (東芝EMI)                  | 12cmCD                 | TOCJ-5555    |                                |
| アメリカ合衆国 | 1995年4月5日   | BULE NOTE                                 | 12cmCD                 | B2-28447     |                                |
| 日本           | 2004年4月1日   | EMIミュージック・ジャパン                 | デジタル・ダウンロード | 94631305054  | mora AAC-LC 320kbps            |
| 日本           | 2004年4月1日   | EMIミュージック・ジャパン                 | デジタル・ダウンロード | A1000020014  | レコチョク                     |
| 日本           | 2004年4月1日   | EMIミュージック・ジャパン                 | デジタル・ダウンロード | B0045Y5F66   | アマゾン mp3                   |
| 日本           | 2004年10月20日 | EMIミュージック・ジャパン                 | デジタル・ダウンロード | 8d6kgx6gct7m | MSN Music mp3                  |
| 日本           | 2005年8月4日   | EMIミュージック・ジャパン                 | デジタル・ダウンロード | 728261141    | iTunes Store                   |
| 日本           | 2016年6月22日  | Somethin' Else (ユニバーサルミュージック) | 12cmCD                 | UCCJ-4154    | 24ビットリマスタリング、SHM-CD |